# Paper Trail
Paper Trail是美国嘻哈唱片艺术家T.I.出版的第六張录音室专辑，于2008年9月26日由Grand Hustle Records和大西洋唱片发行。
这张专辑內的嘉宾有杰斯、肯伊·威斯特、小韋恩和卢达克里斯以及蕾哈娜、 賈斯汀·提姆布萊克和約翰·傳奇等歌手。专辑的制作由Nard & B、Rob Knox、Danja、DJ Toomp、Drumma Boy 、肯伊·威斯特、Lil' C、Jim Jonsin、 Just Blaze、賈斯汀·提姆布萊克、Swizz Beatz、Blac Elvis等人負責。
这张专辑首周销量达到568,000 张。这张专辑最终获得了美國唱片業協會的RIAA认证。这张专辑收錄了八首单曲，其中四首进入了告示牌百强单曲榜的前五名，而且有两首单曲排名第一。